# Victoire Du Bois
Victoire Du Bois (Nantes, 14 giugno 1988) è un'attrice francese.

## Biografia
Ha studiato al liceo Externat des Enfants di Nantes, dove ha frequentato anche il teatro opzionale. Successivamente si trasferisce a Parigi, dove studia recitazione al Conservatorio Nazionale Superiore d'arte drammatica, diplomandosi nel 2012.
Ha recitato in film come Cose nostre - Malavita, Mal di pietre e Chiamami col tuo nome.

## Filmografia parziale

### Attrice

#### Cinema
- La Mer à l'aube, regia di Volker Schlöndorff (2011)
- Cose nostre - Malavita (The Family), regia di Luc Besson (2013)
- The Forbidden Room, regia di Guy Maddin e Evan Johnson (2015)
- Seances, regia di Guy Maddin (2016)
- Mal di pietre (Mal de pierres), regia di Nicole Garcia (2016)
- Nous sommes jeunes et nos jours sont longs, regia di Cosme Castro e Léa Forest (2017)
- Chiamami col tuo nome (Call Me by Your Name), regia di Luca Guadagnino (2017)
- Sopravvissuti (Les Survivants), regia di Guillaume Renusson (2022)
- November - I cinque giorni dopo il Bataclan (Novembre), regia di Cédric Jimenez (2022)
- Il seme (La Graine), regia di Éloïse Lang (2023)

#### Televisione
- Marianne – serie TV, 8 episodi (2019)

### Doppiatrice
- Dov'è il mio corpo? (J'ai perdu mon corps), regia di Jérémy Clapin (2019)

## Doppiatrici italiane
Nelle versioni in italiano delle opere in cui ha recitato, Victoire Du Bois è stata doppiata da:
- Federica De Bortoli in Mal di pietre
- Serena Sigismondo in Chiamami col tuo nome
- Valentina Favazza in Marianne
- Lorena Pavia in November - I cinque giorni dopo il Bataclan

Da doppiatrice è sostituita da:
- Veronica Puccio in Dov'è il mio corpo?